# جيمي كامبل (مغن مؤلف)
جيمي كامبل (بالإنجليزية: Jimmy Campbell)‏ هو مغن مؤلف بريطاني، ولد في 4 يناير 1944 في ليفربول في المملكة المتحدة، وتوفي في 12 فبراير 2007.

## وصلات خارجية
- جيمي كامبل على موقع ميوزك برينز (الإنجليزية)
- جيمي كامبل على موقع ديسكوغز (الإنجليزية)